# Norman Bass
Norman Bass (bürgerlich Norman Kniep) ist ein deutscher Hard House und Hard Trance DJ sowie Musikproduzent, der seit den 2000er-Jahren im Bereich der elektronischer Tanzmusik tätig ist. Seine Debüt-Single How U Like Bass? erschien mit Musikvideo im Jahr 2001 und avancierte zum Charterfolg in mehreren europäischen Ländern.
Spätere Veröffentlichungen waren Jack to the Sound und Clap Your Hands im Jahr 2002.

## Karriere
Seine Karriere begann Kniep 2001 mit dem Pseudonym Norman Bass. Seine Debüt-Single How U Like Bass?, im selben Jahr veröffentlicht, war ein Erfolg in den deutschen, britischen und dänischen Charts. Die Single wurde in über 10 Ländern auf mehr als 20 Labels veröffentlicht und wurde später von einem Video aufgenommen, das auf VIVA ausgestrahlt wurde. Der Remix von Warp Brothers wurde in der Hard-House-Szene Kult. How U Like Bass? hat sowohl positive als auch negative Kritiken von Kritikern erhalten.

## Diskografie
Singles
- 2001: How U Like Bass? (Dos Or Die Recordings)
- 2002: Jack to the Sound (Groove Trax Records)
- 2002:  Jack to the Sound / Suck My D... (Hitland)
- 2002: Clap Your Hands (Groove Trax Records)

Remixe
- Kumara — Crash The Party (Norman Bass Remix)
- Cenoginerz — Git Down (Norman Bass Remix)
- Ayumi Hamasaki — Everywhere Nowhere (Norman Bass Remix)
- Full House — Scratchin' (...My Choice) (Norman Bass Remix)
- Slusnik Luna — Sun (Norman Bass Remix)